# Säbelzahnfische
Die Säbelzahnfische (Evermannellidae) sind eine Familie schlanker Tiefseefische, die in  tropischen und subtropischen Regionen des Atlantik, Indischen Ozeans und des Pazifik im Mesopelagial vorkommt. Säbelzahnfische leben als Einzelgänger in Tiefen von 200 bis 1000 Metern. Es ist nicht bekannt, ob sie im Tagesverlauf eine Vertikalwanderung machen.
Die Fische erhielten wegen ihrer übergroßen Fangzähne ihren deutschen Namen. Der Familienname Evermannellidae wurde zu Ehren von Dr. Barton Warren Evermann, ein bekannter Ichthyologe, Naturwissenschaftler und Direktor der Kalifornischen Akademie von Wissenschaften, vergeben.

## Merkmale
Säbelzahnfische werden vier bis 18 Zentimeter lang. Ihr Körper ist langgestreckt und schuppenlos, das Skelett zart und papierartig. Der Atlantische Säbelzahnfisch (Coccorella atlantica) ist mit maximal 18,5 Zentimeter die größte Art. Säbelzahnfische haben keine Leuchtorgane.
Flossenformel: Dorsale 10–13, Anale 26–37, Pectorale 11–13, Caudale 10–13.
Der große stumpfe Kopf endet in einem großen Maul, das vorn mit großen, nach hinten gekrümmten Fangzähnen sowie hinten mit kleineren geraden Zähnen besetzt ist. Die Zunge ist zahnlos. Die nach hinten gekrümmten Fangzähne ermöglichen es, große Beute im Ganzen herunterzuwürgen.
Die Augen sind klein und teleskopförmig. Die meist bräunlichen oder blass rosafarbenen Tiere haben keine Schwimmblase und eine ununterbrochene Seitenlinie. Der Magen ist in hohem Grade dehnbar. Er erlaubt ihnen Beute zu verschlucken, die größer ist als sie selbst. Die Schwanzflossenwurzel ist mit drei unterscheidbaren Muskelbändern ausgestattet, die von außen deutlich sichtbar sind. Die Anzahl der Wirbel liegt bei 45 bis 54.

## Fortpflanzung
Über ihre Fortpflanzung ist nicht viel bekannt. Sie laichen ins freie Wasser. Eier und Larven sind pelagisch. Die langschnäuzigen Larven leben in flacheren Tiefen von 50–100 Metern und steigen erst nach der Metamorphose in tiefere Regionen ab. Bei den Arten Evermannella indica und Odontostomops normalops wurde nachgewiesen, dass sie im Laufe ihres Lebens das Geschlecht wechseln.

## Systematik
Die Säbelzahnfische werden in drei Gattungen und acht Arten aufgeteilt:
- Gattung Coccorella
  - Atlantischer Säbelzahnfisch (Coccorella atlantica) (Borodin, 1931).
  - Coccorella atrata (Alcock, 1894).
- Gattung EvermannellaEvermannella balbo

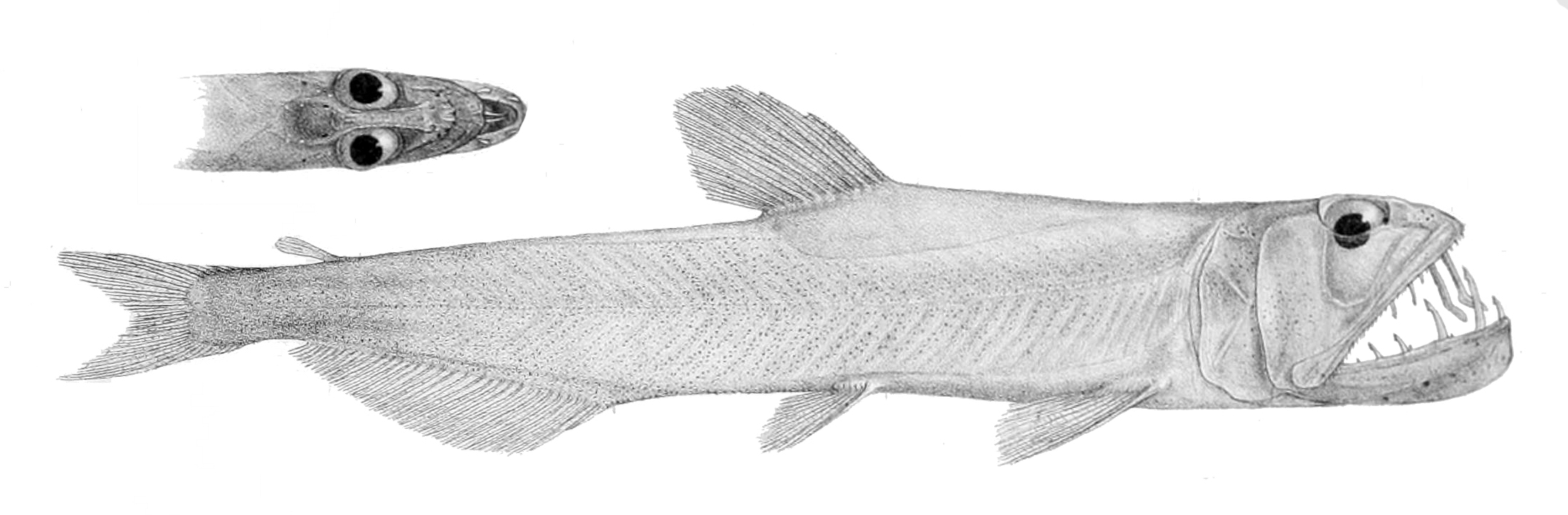
Evermannella balbo

  - Evermannella ahlstromi Johnson & Glodek, 1975.
  - Evermannella balbo (Risso, 1820).
  - Evermannella indica Brauer, 1906.
  - Evermannella megalops Johnson & Glodek, 1975.
  - Evermannella melanoderma Parr, 1928.
- Gattung Odontostomops
  - Odontostomops normalops (Parr, 1928).